# Hopalong Cassidy
Hopalong Cassidy är en fiktiv cowboyhjälte som skapades 1904 av Clarence E. Mulford som sedan kom att skriva flera böcker om denne. Fyra romaner utgavs 1951-1952 skrivna av Tex Burns, vilken senare visade sig vara en pseudonym för Louis L'Amour.
Hopalong Cassidy var till en början oartig och ful i munnen, men 1935, då man började spela in en rad filmer med William Boyd i huvudrollen som hjälten, förvandlades Hopalong Cassidy till att bli mer rumsren. Den första filmen av totalt 66 var Västerns musketörer.
Har publicerats i Fantomen och även som egen tidning.

## Böcker utgivna på svenska
- 1953 - Hopalong Cassidy av Clarence Edward Mulford
- 1953 - Hopalong Cassidy på Tjugonde bommen av Clarence Edward Mulford
- 1955 - Hopalong Cassidy tar hem spelet av Clarence Edward Mulford
- 1955 - Hopalong Cassidy gör upp räkningen av Clarence Edward Mulford
- 1955 - Hopalong Cassidy på spåret av Clarence Edward Mulford
- 1955 - Hopalong Cassidy slår till av Tex Burns
- 1957 - Hopalong Cassidy jagar boskapstjuvar av Tex Burns
- 1957 - Hopalong Cassidy skipar rättvisa av Tex Burns
- 1977 - Hopalong Cassidy : 1953-54 av Dan Spiegle ISBN 91-7300-334-4